# 金井バイパス

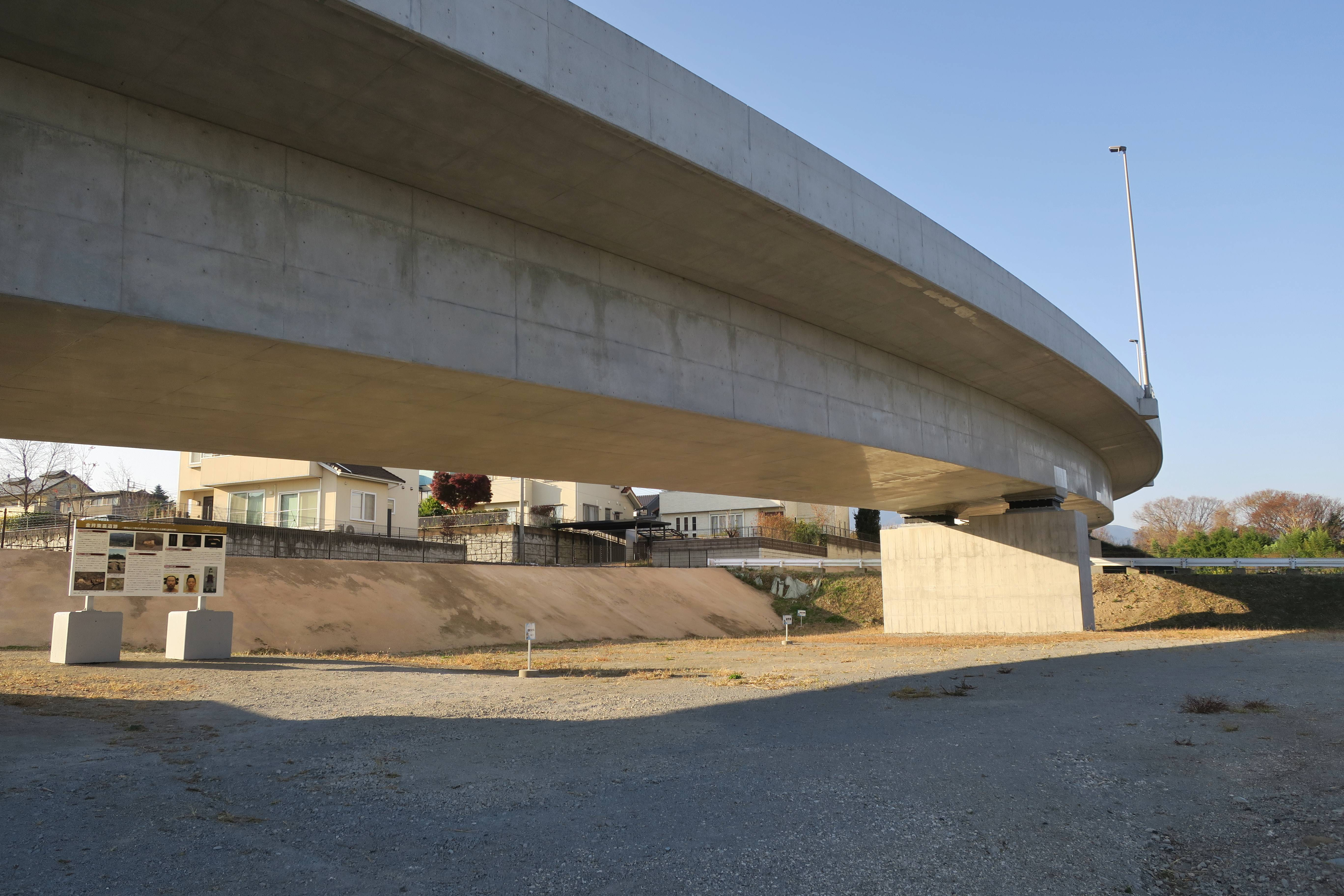
金井バイパスと金井東裏遺跡

金井バイパス（かないバイパス）は、地域高規格道路上信自動車道の一部となる国道353号のバイパス。
2020年（令和2年）6月7日に開通。
なお、現地案内板上は、開通当初から国道353号のマークに「上信自動車道」（もしくは略称「上信道」）を付与する形となっており、「金井バイパス」の名称は使用されていない。

## 概要
高速道路に準じた構造の道路が整備することで、速達性と定時性の高い走行が可能となっている。また現道となる群馬県道35号渋川東吾妻線は朝夕の通勤時間帯を中心に渋滞が発生しており、現道の交通がバイパス道路に転換することで、現道の交通量が減少し、渋滞や交通事故を減少させることを目的に計画された。
- 起点 : 群馬県渋川市金井
- 終点 : 群馬県渋川市金井
- 延長 : 1.0 km
- 道路幅員 : 10.5 m
- 車線数 : 2車線
- 計画交通量数 : 16,600台/日 (2030年)

## 交差する道路
- 国道17号渋川西バイパスと接続[3]
- 群馬県道35号渋川東吾妻線 ※ 立体交差
- 国道353号川島バイパスと接続

## 接続するバイパスの位置関係
（渋川方面）国道17号渋川西バイパス - 国道353号金井バイパス - 国道353号川島バイパス（吾妻方面）

## その他
当道路は周知の埋蔵文化財包蔵地（遺跡）である金井遺跡群の中を貫いており、道路建設に伴って2012年（平成24年）に行われた金井東裏遺跡の発掘調査で、6世紀に榛名山の火砕流に巻き込まれた「甲を着た古墳人」が出土するなどの発見があった。